# Čapoma
La Čapoma (in russo Тунгуда?) è un fiume della Russia nella parte sud-orientale della penisola di Kola, tributario del Mar Bianco. Scorre nei rajon Lovozerskij e Terskij dell'oblast' di Murmansk. 
Scorre attraverso i laghi Čapomskie e il corso del fiume diventa sempre più veloce, il dislivello in quest'area è di 145 metri. Ci sono delle rapide. Per metà del suo corso si dirige a sud-est poi a sud. Ha una lunghezza di 113 km e il suo bacino è di 1 110 km². Ha una portata di 12,54 m³/s a 2,9 chilometri dalla foce, nel villaggio di Čapoma. Sfocia nel Mar Bianco a est della foce della Strel'na cui scorre parallela per tutto il suo corso.
Sul fiume c'è la cascata più grande del nord russo in termini di lunghezza e altezza della caduta dell'acqua. Si trova a 12 km dalla foce, l'acqua, cadendo in tre salti da un'altezza di 15 m, forma un'ampia varietà di getti. Il dislivello totale supera i 30 metri.